# Copa Chile 1982
Copa Chile 1982, eller officiellt "Copa Polla Gol", var 1982 års upplaga av fotbollsturneringen Copa Chile. Det fanns en turnering för den högsta divisionen och en för den näst högsta. Varje semifinalist i båda turneringarna fick ett poäng vardera i sin serie. Varje vinnare fick ytterligare en poäng.
Lag som vann med mer än 4 mål fick ytterligare en bonuspoäng, medan lag som spelade mållösa matcher, med andra ord oavgjort med resultatet 0-0, fick ett minuspoäng - med andra ord noll poäng för en oavgjord match som slutade 0-0.

## Primera División

### Första omgången

#### Grupp 1
| Plac. | Lag                 | S | V | BP | O | MP | F | GM | IM | MSK | Poäng |
| ----- | ------------------- | - | - | -- | - | -- | - | -- | -- | --- | ----- |
| 1     | Iquique             | 8 | 4 | 2  | 4 | 1  | 0 | 17 | 8  | +9  | 13    |
| 2     | Cobreloa            | 8 | 4 | 2  | 2 | 0  | 2 | 17 | 8  | +9  | 12    |
| 3     | San Marcos de Arica | 8 | 3 | 2  | 4 | 0  | 1 | 18 | 12 | +6  | 12    |
| 4     | Regional Atacama    | 8 | 2 | 1  | 2 | 1  | 4 | 13 | 19 | -6  | 6     |
| 5     | Deportes La Serena  | 8 | 1 | 0  | 0 | 0  | 7 | 8  | 26 | -18 | 2     |

S = spelade, V = vinster, BP = bonuspoäng, O = oavgjorda, MP = minuspoäng, F = förluster, GM = gjorda mål, IM = insläppta mål, MSK = målskillnad

#### Grupp 2
| Plac. | Lag                  | S  | V | BP | O | MP | F | GM | IM | MSK | Poäng |
| ----- | -------------------- | -- | - | -- | - | -- | - | -- | -- | --- | ----- |
| 1     | Universidad de Chile | 10 | 5 | 0  | 4 | 2  | 1 | 15 | 7  | +8  | 12    |
| 2     | Colo-Colo            | 10 | 5 | 2  | 1 | 1  | 4 | 15 | 9  | +6  | 12    |
| 3     | Universidad Católica | 10 | 5 | 1  | 2 | 1  | 3 | 17 | 17 | +0  | 12    |
| 4     | Unión Española       | 10 | 3 | 0  | 4 | 1  | 3 | 12 | 12 | +0  | 9     |
| 5     | Audax Italiano       | 10 | 3 | 1  | 1 | 0  | 6 | 15 | 23 | -8  | 8     |
| 6     | Palestino            | 10 | 2 | 0  | 2 | 1  | 6 | 11 | 17 | -6  | 5     |

S = spelade, V = vinster, BP = bonuspoäng, O = oavgjorda, MP = minuspoäng, F = förluster, GM = gjorda mål, IM = insläppta mål, MSK = målskillnad

#### Grupp 3
| Plac. | Lag              | S | V | BP | O | MP | F | GM | IM | MSK | Poäng |
| ----- | ---------------- | - | - | -- | - | -- | - | -- | -- | --- | ----- |
| 1     | Magallanes       | 8 | 6 | 2  | 0 | 0  | 2 | 19 | 8  | +11 | 14    |
| 2     | O'Higgins        | 8 | 3 | 2  | 4 | 0  | 1 | 16 | 12 | +4  | 12    |
| 3     | Naval            | 8 | 3 | 1  | 3 | 0  | 2 | 15 | 15 | +0  | 10    |
| 4     | Rangers          | 8 | 2 | 2  | 3 | 0  | 3 | 18 | 20 | -2  | 9     |
| 5     | Santiago Morning | 8 | 0 | 0  | 2 | 0  | 6 | 9  | 22 | -13 | 2     |

S = spelade, V = vinster, BP = bonuspoäng, O = oavgjorda, MP = minuspoäng, F = förluster, GM = gjorda mål, IM = insläppta mål, MSK = målskillnad

### Tredje omgången
| Plac. | Lag                  | S | V | BP | O | MP | F | GM | IM | MSK | Poäng |
| ----- | -------------------- | - | - | -- | - | -- | - | -- | -- | --- | ----- |
| 1     | Colo-Colo            | 3 | 3 | 0  | 0 | 0  | 0 | 6  | 1  | +5  | 6     |
| 2     | Universidad Católica | 3 | 1 | 0  | 1 | 0  | 1 | 3  | 3  | +0  | 3     |
| 3     | Universidad de Chile | 3 | 1 | 0  | 0 | 0  | 2 | 2  | 5  | -3  | 2     |
| 4     | Cobreloa             | 3 | 0 | 0  | 1 | 0  | 2 | 1  | 3  | -2  | 1     |

| Primera División Vinnare av Copa Chile 1981 |
| ------------------------------------------- |
| Chile                                       |
| Colo-Colo 4:e titeln                        |

## Segunda División

### Gruppspel
Noll poäng gavs för matcher som slutade 0-0 och 1 bonuspoäng gavs till ett lag om de gjorde fyra eller fler mål i en och samma match.
| Lag                  | S | V | O | F | GM | IM | MS | P  |
| -------------------- | - | - | - | - | -- | -- | -- | -- |
| Deportes Antofagasta | 8 | 5 | 1 | 2 | 13 | 7  | +6 | 11 |
| Cobresal             | 8 | 4 | 2 | 2 | 15 | 11 | +4 | 10 |
| Coquimbo Unido       | 8 | 2 | 3 | 3 | 8  | 9  | −1 | 7  |
| Deportes Ovalle      | 8 | 1 | 4 | 3 | 5  | 9  | −4 | 6  |
| San Antonio Unido    | 8 | 1 | 4 | 3 | 8  | 13 | −5 | 5  |

| Lag                  | S  | V | O | F | GM | IM | MS  | P  |
| -------------------- | -- | - | - | - | -- | -- | --- | -- |
| Trasandino           | 10 | 3 | 6 | 1 | 22 | 16 | +6  | 15 |
| Everton              | 10 | 5 | 3 | 2 | 20 | 16 | +4  | 14 |
| Unión La Calera      | 10 | 5 | 3 | 2 | 14 | 10 | +4  | 13 |
| Santiago Wanderers   | 10 | 3 | 4 | 3 | 12 | 11 | +1  | 9  |
| San Luis de Quillota | 10 | 3 | 3 | 4 | 14 | 15 | −1  | 9  |
| Unión San Felipe     | 10 | 0 | 3 | 7 | 10 | 24 | −14 | 3  |

| Lag                 | S  | V | O | F | GM | IM | MS  | P  |
| ------------------- | -- | - | - | - | -- | -- | --- | -- |
| Linares Unido       | 10 | 5 | 4 | 1 | 20 | 10 | +10 | 14 |
| Colchagua           | 10 | 3 | 4 | 3 | 12 | 13 | −1  | 11 |
| Deportes Concepción | 10 | 4 | 5 | 1 | 11 | 6  | +5  | 9  |
| Fernández Vial      | 10 | 3 | 5 | 2 | 13 | 11 | +2  | 8  |
| Ñublense            | 10 | 1 | 5 | 4 | 11 | 16 | −5  | 6  |
| Talagante-Ferro     | 10 | 0 | 5 | 5 | 8  | 19 | −11 | 4  |

| Lag           | S | V | O | F | GM | IM | MS | P  |
| ------------- | - | - | - | - | -- | -- | -- | -- |
| Lota Schwager | 8 | 4 | 3 | 1 | 12 | 9  | +3 | 10 |
| Malleco Unido | 8 | 3 | 4 | 1 | 13 | 9  | +4 | 9  |
| Huachipato    | 8 | 3 | 2 | 3 | 14 | 10 | +4 | 8  |
| Green Cross   | 8 | 2 | 3 | 3 | 6  | 10 | −4 | 5  |
| Iberia        | 8 | 1 | 2 | 5 | 6  | 13 | −7 | 3  |

### Finalomgång
| Lag        | S | V | O | F | GM | IM | MS | P |
| ---------- | - | - | - | - | -- | -- | -- | - |
| Everton    | 3 | 2 | 0 | 1 | 9  | 6  | +3 | 4 |
| Colchagua  | 3 | 2 | 0 | 1 | 5  | 3  | +2 | 4 |
| Cobresal   | 3 | 1 | 1 | 1 | 4  | 5  | −1 | 3 |
| Trasandino | 3 | 0 | 1 | 2 | 4  | 8  | −4 | 1 |